# Pieter Rijke
Petrus Leonardus Rijke (11 de juliol de 1812 - 7 d'abril de 1899) va ser un físic holandès i un professor en física experimental a la universitat de Leiden. Rijke va passar la seva carrera científica explorant la física de l'electricitat, i és conegut pel tub de Rijke. L'1 de juliol de 1852 es va casar amb Johanna Hamaker. Van tenir 6 fills i 6 filles.
Rijke va néixer a Hemmen, (actualment municipi de Overbetuwe), Gelderland. El seu pare, Dirk Rijke, era pastor. La seva mare era Elisabeth Pieternella Beausar. Des de 1830, Rijke va estudiar física a la Universitat de Leiden, on va obtenir el seu doctorat. el 1836. El títol del seu doctorat. la tesi va ser "De origine electricitatis voltaicae".
El 1835 va ser nomenat professor de física a l'Ateneu Reial de Maastricht. El 1845 es va convertir en  professor extraordinari i el 1854 va ser ascendit a professor titular de física a la Universitat de Leiden. Allà va iniciar un laboratori de física amb una gran col·lecció d'instruments científics. Els seus estudiants més importants van ser  H.A. Lorentz i  J.D. van der Waals. Es va retirar el 1882 i va ser succeït per Heike Kamerlingh Onnes com a professor de física experimental a la Universitat de Leiden. Rijke es va convertir en membre de la Royal Netherlands Academy of Arts and Sciences el 1863.

## Publicacions
- Arxivat 2016-03-04 a Wayback Machine.